# Grézillé
Grézillé és un municipi francès situat al departament de Maine i Loira i a la regió de País del Loira. L'any 2007 tenia 491 habitants.

## Demografia

### Població
El 2007 la població de fet de Grézillé era de 491 persones. Hi havia 198 famílies de les quals 48 eren unipersonals (20 homes vivint sols i 28 dones vivint soles), 65 parelles sense fills, 77 parelles amb fills i 8 famílies monoparentals amb fills.
La població ha evolucionat segons el següent gràfic:
Habitants censats

### Habitatges
El 2007 hi havia 235 habitatges, 201 eren l'habitatge principal de la família, 31 eren segones residències i 3 estaven desocupats. 224 eren cases i 6 eren apartaments. Dels 201 habitatges principals, 149 estaven ocupats pels seus propietaris, 44 estaven llogats i ocupats pels llogaters i 8 estaven cedits a títol gratuït; 3 tenien una cambra, 15 en tenien dues, 28 en tenien tres, 50 en tenien quatre i 105 en tenien cinc o més. 155 habitatges disposaven pel capbaix d'una plaça de pàrquing. A 85 habitatges hi havia un automòbil i a 97 n'hi havia dos o més.

### Piràmide de població
La piràmide de població per edats i sexe el 2009 era:
| Homes | Edats   | Dones |
| ----- | ------- | ----- |
| 0     | 95 o +  | 1     |
| 1     | 90 a 94 | 4     |
| 4     | 85 a 89 | 6     |
| 1     | 80 a 84 | 4     |
| 6     | 75 a 79 | 11    |
| 8     | 70 a 74 | 8     |
| 12    | 65 a 69 | 14    |
| 10    | 60 a 64 | 9     |
| 9     | 55 a 59 | 11    |
| 10    | 50 a 54 | 9     |
| 14    | 45 a 49 | 13    |
| 17    | 40 a 44 | 18    |
| 14    | 35 a 39 | 12    |
| 14    | 30 a 34 | 17    |
| 8     | 25 a 29 | 7     |
| 14    | 20 a 24 | 9     |
| 15    | 15 a 19 | 11    |
| 9     | 10 a 14 | 13    |
| 19    | 5 a 9   | 7     |
| 14    | 0 a 4   | 8     |

## Economia
El 2007 la població en edat de treballar era de 316 persones, 245 eren actives i 71 eren inactives. De les 245 persones actives 222 estaven ocupades (118 homes i 104 dones) i 23 estaven aturades (12 homes i 11 dones). De les 71 persones inactives 26 estaven jubilades, 23 estaven estudiant i 22 estaven classificades com a «altres inactius».

### Ingressos
El 2009 a Grézillé hi havia 197 unitats fiscals que integraven 512 persones, la mediana anual d'ingressos fiscals per persona era de 16.261 €.

### Activitats econòmiques
Dels 24 establiments que hi havia el 2007, 1 era d'una empresa de fabricació de material elèctric, 1 d'una empresa de fabricació d'altres productes industrials, 7 d'empreses de construcció, 4 d'empreses de comerç i reparació d'automòbils, 5 d'empreses d'hostatgeria i restauració, 1 d'una empresa d'informació i comunicació, 2 d'empreses de serveis i 3 d'empreses classificades com a «altres activitats de serveis».
Dels 8 establiments de servei als particulars que hi havia el 2009, 4 eren fusteries, 1 electricista i 3 restaurants.
L'any 2000 a Grézillé hi havia 26 explotacions agrícoles que ocupaven un total de 1.170 hectàrees.

## Equipaments sanitaris i escolars
El 2009 hi havia 1 escola elemental i 1 escola elemental integrada dins d'un grup escolar amb les comunes properes formant una escola dispersa.

## Poblacions més properes
El següent diagrama mostra les poblacions més properes.